# Paramount Channel (Sverige)
Paramount Channel var en svensk TV-kanal ägd av Viacom International Media Networks Europe som sändes mellan december 2014 och 30 juni 2017.

## Historik
När nya tillstånd meddelades för det svenska markbundna TV-nätet i mars 2014 var Paramount Movie Channel en av de kanaler givits tillstånd. Kanalen ersatte VH1 som också ägdes av Viacom, men som fortsatte sända tills Paramount Channel lanserades.
Sändningarna inleddes den 16 december 2014 med två filmer varje kväll med start klockan 22. Till en början fanns kanalen hos Boxer, Telia och Magine. Kanalen lades ner 30 juni 2017.